# Нейтън Хил
Нейтън Хил (на английски: Nathan Hill) е американски писател на произведения в жанра съвременен роман и драма.

## Биография и творчество
Нейтън Хил е роден на 27 декември 1975 г. в Сидър Рапидс, Айова, САЩ. Родът на майка му е от Норвегия установили се като фермери в Айова. Заради работата на баща му в „Kmart“ израства на различни места в Средния Запад – Илинойс, Мисури, Оклахома и Канзас. Завършва с бакалавърска степен английска филология и журналистика Университета на Айова и с магистърска степен по творческо писане университета на Масачузетс в Амхерст.
След дипломирането си се премества в Ню Йорк. След като работи като журналист във вестници и списания, преподава в неправителствената Академия на американските поети. След това преподава в Университета „Сейнт Томас“ в Сейнт Пол, Минесота, и в Университета на Флоридския залив във Форт Майърс.
Публикува разкази в списанията „Айова ревю“, „АГНИ“, „Денвър“ и „Гетисбърг ревю“.
Първият му роман „Хала“ е издаден през 2016 г. Главният герой Самюъл Андерсен е преподавател по английски. Той трябва да напише роман, за което е получил солиден аванс, но е в творческа криза. В този момент се появява майка му, която го е изоставила преди близо 30 години и помни като скромна и тиха, и която сега е арестувана за участие в политически протест. Самюъл започва да проучва живота ѝ и открива тайни, които засягат няколко поколения от рода му – къщата на предците му от Норвегия и мистериозния дух Хала. Действието се развива на фона на бунтовете от 1968 г. в Чикаго до номинациите за президентски избори през 2011 г. Книгата става бестселър, издадена е на над 30 езика по света и получава наградата за дебют „Арт Сайдънбаум“ на „Лос Анджелис Таймс“. Предвидена е за екранизиране в телевизионен сериал.
Нейтън Хил живее със семейството си от 2015 г. в Нейпълс.

## Произведения

### Самостоятелни романи
- The Nix (2016)
Хала, изд.: ИК „Хермес“, Пловдив (2018), прев. Нина Руева